# Sellaite
La sellaite è un minerale, chimicamente un fluoruro di magnesio, che prende il nome in onore di Quintino Sella.

## Abito cristallino
Ha una struttura tipo Rutilo TiO2, il Mg ha una coordinazione pari a 6 ed è nel baricentro di un ottaedro.

## Forma in cui si presenta in natura
In masserelle friabili o a struttura fibroso raggiata.